# متلازمة كيس البول الأرجواني
متلازمة كيس البول الأرجواني (بالإنجليزية: Purple urine bag syndrome) وتعرف اختصارًا PUBS هي متلازمةٌ طبية يحدثُ فيها تلونٌ أرجواني في البول لدى الأشخاص الذين يستعملون قسطرةٌ بولية مع وجود عدوى في الجهاز البولي. تنتجُ البكتيريا في البول إنزيم فوسفاتاز الإندوكسيل، والذي يُحول سلفات الإندوكسيل في البول إلى مركبات الإنديروبين والنيلة الحمراء والزرقاء. توجد العديد من البكتيريا المُسببة، ومن أشهرها البروفيدنسية الستيوارتية، البروفيدنسية الريتيجرية، الكلبسيلة الرئوية، المتقلبة الرائعة، الإشريكية القولونية، المورغانيلة المورغانية، الزائفة الزنجارية.

## العلامات والأعراض
عادةً لا يشتكي الأشخاص المصابون بمتلازمة كيس البول الأرجواني من أي أعراض، وغالبًا يكون تلون كيس البول الأرجواني هو المظهر الوحيد للمتلازمة حيثُ يُلاحظ بواسطة مُقدمي الرعاية الصحية. عادةً ما تعتبر حالةً حميدة حتى لو تكررت أو ترافقت مع عدوى الجهاز البولي المزمنة، كما قد ترتبط مع بكتيريا مقاومة للمضادات الحيوية.

## الفيزيولوجيا المرضية
تقوم البكتيريا الموجودة في القناة الهضمية بأيض التريبتوفان الموجود في الغذاء لإنتاج الإندول، ثم يمتص الإندول إلى الدم عبر الأمعاء ثم يعبرُ إلى الكبد، حيثُ يتحول هناك إلى سلفات الإندوكسيل، والتي تطرح في البول. في حالة متلازمة كيس البول الأرجواني، تقوم البكتيريا بالاستعمار في القسطرة البولية محولةً سلفات الإندوكسيل إلى مركبات الإنديروبين والنيلة.

## العلاج
يجب استعمال المضادات الحيوية مثل السيبروفلوكساسين، مع إزالة القسطرة البولية. إذا كان هُناك إمساك فيجب معالجته أيضًا.

## الانتشار
حسب علم الوبائيات فإنَّ متلازمة كيس البول الأرجواني تنتشر أكثر بين الإناث المُقيمات في دار التمريض. يُوجد عددٌ من عوامل الخطر وتتضمن البول القلوي والإمساك واستعمال قسطرة كلوريد متعدد الفاينيل.

## التاريخ
وُصفت المتلازمة لأول مرة من قبل بارلو وديكسون في عام 1978.